# Tim Hill
Timothy Joseph "Tim" Hill (Mineápolis, 21 de mayo de 1962) es un director de películas y guionista estadounidense.

## Carrera
Comenzó su carrera en 1993 como escritor, director, y artista de guion gráfico en La vida moderna de Rocko, también creó KaBlam! y Action League Now!!. Hill dirigió las películas de acción familiar de Muppets from Space, Max Keeble's Big Move, Garfield 2, Alvin y las ardillas, Hop, y recientemente Bob Esponja: Al Rescate. Es sobrino del director George Roy Hill.

## Filmografía
- La vida moderna de Rocko (1994–96) – Escritor, editor de historia
- Action League Now!!: Rock-A-Big-Baby (1997) – Director, productor, escritor
- Muppets from Space (1999) – Director
- Max Keeble's Big Move (2001) – Director, Escritor de Canción: MacGoogle theme song
- Kenny the Shark (2003–06) – Escritor
- Garfield 2 (2006) – Director
- Alvin y las ardillas (2007) – Director
- Hop (2011) – Director
- Short Circuit (2013) - Director[1]
- Bob Esponja: Al Rescate (2020) - Director, escritor